# Damstraat

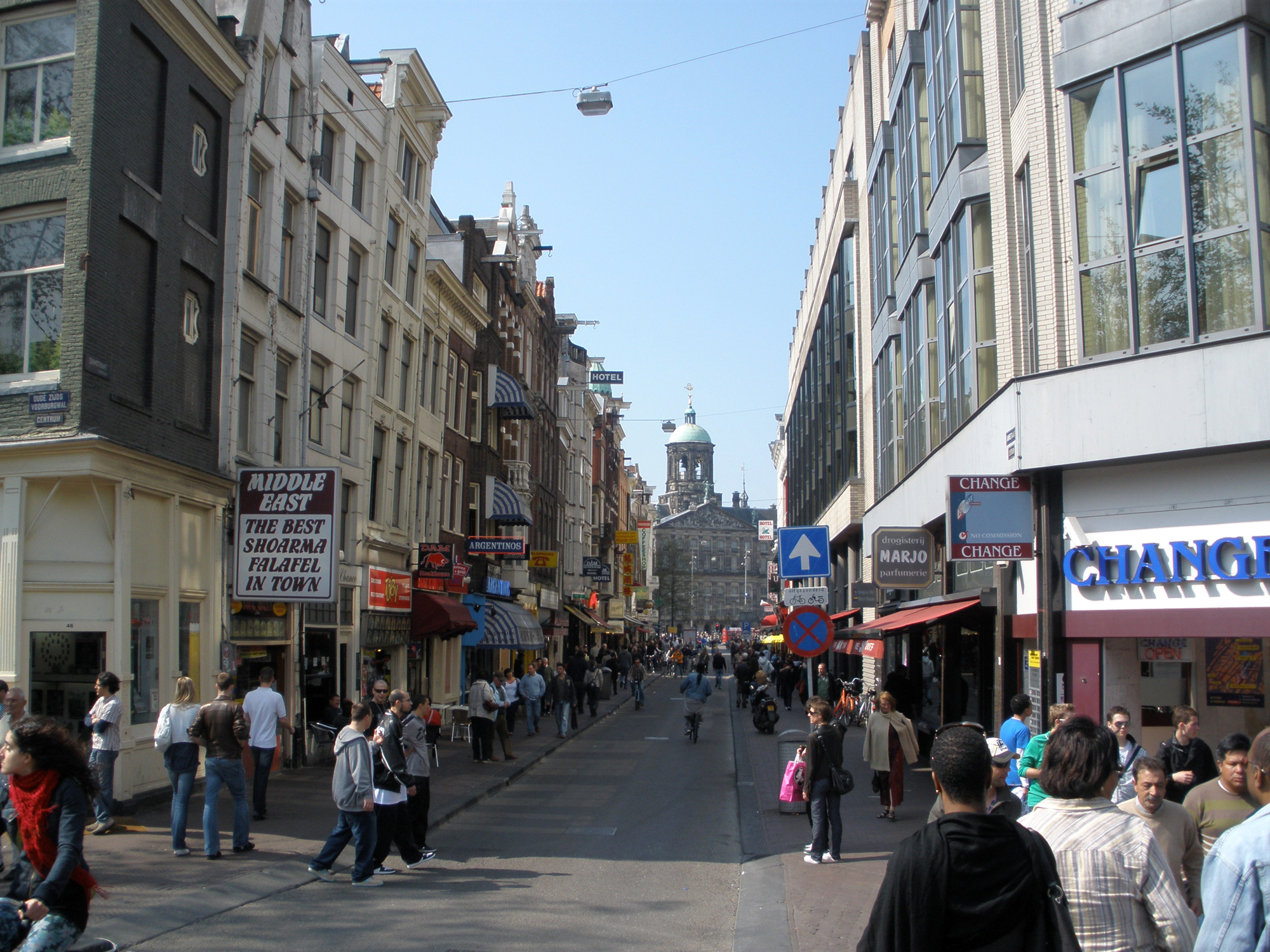
Vue de Damstraat avec le Paleis op de Dam en arrière-plan.

Damstraat est une rue passante de Amsterdam.

## Situation et accès
Située dans l'arrondissement Centrum, elle relie la place du Dam au Oudezijds Voorburgwal. Très fréquentée, elle constitue un point de passage important entre le Rokin et le Damrak qui débutent tous deux sur un côté du Dam et le quartier de De Wallen où se trouve notamment le Quartier Rouge. À l'est, elle est prolongée par Oude Doelenstraat (entre Oudezijds Voorburgwal et Oudezijds Achterburgwal) puis par Oude Hoogstraat (entre Oudezijds Achterburgwal et le Kloveniersburgwal). La plupart des commerces situés sur la rue sont destinés aux touristes.